# マルセル・コラー
マルセル・コラー（Marcel Koller, 1960年11月11日 - ）は、スイス・チューリッヒ出身の元サッカー選手、サッカー指導者。元スイス代表。現役時代のポジションはミッドフィールダー。

## 経歴

### 選手として
すべての選手としてのキャリアをMFとしてグラスホッパー・クラブ・チューリッヒで過ごす。7回の国内リーグ優勝と5回のカップ戦優勝に貢献。18歳の時に、プロ契約を結び、1980-81シーズンでトップチームに合流する。長年に渡りキャプテンを務め、6番でプレーすることが多かった。スイス代表として55試合に出場。UEFA欧州選手権1996をもって有終の美を飾った。

### 指導者として

#### スイスのクラブ
1997-98シーズン、スイス・ナツィオナルリーガ Bに所属していたFCヴィルにて1997年7月1日監督としてのキャリアをスタートする。1999年1月、チームが昇格圏にいるとき、スイス・ナツィオナルリーガ AのFCザンクト・ガレンに移籍する。
1部リーグのFCザンクト・ガレンで監督として最初の成功をおさめる。1999-2000シーズン、1904年以来ぶりとなるリーグ優勝を手にし、UEFAカップではチェルシーFCに勝利した。1999年、スイス年間最優秀監督賞を受賞した。
2002年1月9日、選手時代キャリアを積んだグラスホッパーに移籍した。2003年、グラスホッパーをリーグ優勝に導いた。

#### ドイツのクラブ
2003年11月2日から2004年6月14日まで1.FCケルンで監督を務めた。ドイツ代表となるルーカス・ポドルスキの才能を見出したことでも知られる。
2005年5月23日からVfLボーフムで指揮を執った。2006年4月17日、シーズン終了まで5試合を残しブンデスリーガ昇格を確かなものにした。
2006-07シーズンはブンデスリーガでクラブ史上3番目に良い8位の成績をおさめた。

#### 代表監督
2011年11月1日、オーストリア代表監督に就任。代表チームの躍進に大きく貢献した。
2014 FIFAワールドカップ・ヨーロッパ予選の終わり頃、スイスやドイツのクラブの監督やスイス代表監督のオファーを受ける中で、最終的にオーストリア代表監督の2年延長を決めた。
2015年9月8日、UEFA EURO 2016(UEFA欧州選手権)の予選ラウンドでスウェーデンに4-1で勝利し本大会出場を決めた。予選を突破して本大会に出場したのはオーストリア代表にとって史上初となった。FIFAランキングで初めてトップ10入りを果たし、2015年度オーストリアの年間最優秀スポーツ賞授賞式で代表チームが最優秀チーム賞を受賞。自身も個人として特別賞を与えられた。

#### FCバーゼル
2018年8月から2020年8月までFCバーゼルの監督を務めた。

#### アル・アハリ
2022年9月9日、エジプトのアル・アハリの新監督に就任した。

## 個人
- 2児の父であり、息子のケフィン・コラーもサッカー選手でFCプフェフィコンでプレーしている。

## タイトル

### 選手時代
グラスホッパー・クラブ・チューリッヒ
- スーパーリーグ:7回 (1981-82, 1982-83, 1983-84, 1989-90, 1990-91, 1994-95, 1995-96)
- スイス・カップ:5回 (1982-83, 1987-88, 1988-89, 1989-90, 1993-94)

### 指導者時代
FCザンクト・ガレン
- スーパーリーグ:1回 (1999-2000)

グラスホッパー・クラブ・チューリッヒ
- スーパーリーグ:1回 (2002-03)

スイス年間最優秀監督賞2回 (1999, 2015)
オーストリア代表
- オーストリア最優秀監督賞:1回 (2015)

FCバーゼル
- スイス・カップ:1回 (2018-2019)